# Nuncjatura Apostolska w Panamie
Nuncjatura Apostolska w Panamie – misja dyplomatyczna Stolicy Apostolskiej w Republice Panamy. Siedziba nuncjusza apostolskiego mieści się w Panamie.
Nuncjusz apostolski pełni tradycyjnie godność dziekana korpusu dyplomatycznego akredytowanego w Panamie od momentu przedstawienia listów uwierzytelniających.

## Historia
W 1938 papież Pius XI utworzył Nuncjaturę Apostolską w Panamie. Dotychczas kontakty z tym państwem znajdowały się w gestii Nuncjatury Apostolskiej w Kostaryce, Nikaragui i Panamie.

## Nuncjusze apostolscy w Panamie
- Carlo Chiarlo (1938–1941) Włoch; jednocześnie nuncjusz apostolski w Kostaryce i Nikaragui
- Luigi Centoz (1941–1952) Włoch; jednocześnie nuncjusz apostolski w Kostaryce i do 1947 w Nikaragui
- Paul Bernier (1952–1957) Kanadyjczyk; do 1955 jednocześnie nuncjusz apostolski w Kostaryce
- Luigi Punzolo (1957–1961) Włoch
- Antonino Pinci (1961–1971) Włoch
- Edoardo Rovida (1971–1977) Włoch
- Blasco Francisco Collaço (1977–1982)
- José Sebastián Laboa Gallego (1982–1990) Hiszpan
- Osvaldo Padilla (1990–1994) Filipińczyk
- Bruno Musarò (1994–1999) Włoch
- Giacomo Guido Ottonello (1999–2005) Włoch
- Giambattista Diquattro (2005–2008) Włoch
- Andrés Carrascosa Coso (2009–2017) Hiszpan
- Mirosław Adamczyk (2017–2020) Polak
- Luciano Russo (2020–2021) Włoch
- Dagoberto Campos Salas (od 2022) Kostarykanin